# Tasa metabólica basal
La tasa metabólica basal (TMB) es la tasa de gasto energético por unidad de tiempo de los animales endotérmicos en reposo. Se informa en unidades de energía por unidad de tiempo que van desde vatios (joule/segundo) a ml O2/min o joule por hora por kg de masa corporal J/(h·kg). La medición adecuada requiere que se cumpla un estricto conjunto de criterios. Estos criterios incluyen estar en un estado de tranquilidad física y psicológica, en un ambiente térmicamente neutro y fuera del proceso de digestión. 
En animales bradimetabólicos, como peces y reptiles, se utiliza el término equivalente tasa metabólica estándar (SMR). Sigue los mismos criterios que la TMB, pero requiere documentar la temperatura a la que se midió la tasa metabólica. Esto hace que la TMB sea una variante de la medición de la tasa metabólica estándar que excluye los datos de temperatura, una práctica que ha dado lugar a problemas para definir las tasas de metabolismo "estándar" para muchos mamíferos. 
El metabolismo comprende los procesos que el cuerpo necesita para funcionar. La tasa metabólica basal es la cantidad de energía por unidad de tiempo que una persona necesita para mantener el funcionamiento del cuerpo en reposo. Algunos de esos procesos son la respiración, la circulación sanguínea, el control de la temperatura corporal, el crecimiento celular, la función cerebral y nerviosa y la contracción muscular. La tasa metabólica basal afecta la velocidad a la que una persona quema calorías y, en última instancia, si esa persona mantiene, gana o pierde peso. La tasa metabólica basal representa alrededor del 60 al 75% del gasto calórico diario de los individuos. Está influenciado por varios factores. La TMB generalmente disminuye entre un 1 y un 2% por década después de la edad 20, principalmente debido a la pérdida de masa libre de grasa, aunque la variabilidad entre individuos es alta.

## Descripción

Laboratorio de calorimetría indirecta con campana de dosel (técnica de dilución)

La generación de calor del cuerpo se conoce como termogénesis y se puede medir para determinar la cantidad de energía gastada. La TMB generalmente disminuye con la edad y con la disminución de la masa corporal magra (como puede ocurrir con el envejecimiento). El aumento de la masa muscular tiene el efecto de aumentar la TMB. El nivel de condición física aeróbica (resistencia), un producto del ejercicio cardiovascular, aunque anteriormente se pensaba que tenía un efecto sobre la TMB, se demostró en la década de 1990 que no se correlaciona con la TMB cuando se ajusta a la masa corporal libre de grasa. Pero el ejercicio anaeróbico aumenta el consumo de energía en reposo (ver "ejercicio aeróbico vs. anaeróbico"). Las enfermedades, los alimentos y bebidas consumidos anteriormente, la temperatura ambiental y los niveles de estrés pueden afectar el gasto energético general y la TMB.
La TMB se mide en circunstancias muy restrictivas cuando una persona está despierta. Una medición precisa de la TMB requiere que no se estimule el sistema nervioso simpático de la persona, una condición que requiere un descanso completo. Una medida más común, que utiliza criterios menos estrictos, es la tasa metabólica en reposo (RMR).
La TMB se puede medir mediante análisis de gases mediante calorimetría directa o indirecta, aunque se puede obtener una estimación aproximada a través de una ecuación que utilice la edad, el sexo, la altura y el peso. Los estudios del metabolismo energético que utilizan ambos métodos proporcionan evidencia convincente de la validez del cociente respiratorio (RQ), que mide la composición inherente y la utilización de carbohidratos, grasas y proteínas a medida que se convierten en unidades de sustrato energético que el cuerpo puede utilizar como energía.

## Flexibilidad fenotípica
La TMB es un rasgo flexible (se puede ajustar de manera reversible dentro de los individuos), por ejemplo, las temperaturas más bajas generalmente resultan en tasas metabólicas basales más altas tanto para las aves como para los roedores. Hay dos modelos para explicar cómo cambia la TMB en respuesta a la temperatura: el modelo de máximo variable (VMM) y el modelo de fracción variable (VFM). El VMM afirma que el metabolismo de la cumbre (o la tasa metabólica máxima en respuesta al frío) aumenta durante el invierno, y que el metabolismo sostenido (o la tasa metabólica que puede mantenerse indefinidamente) permanece como una fracción constante del primero. El VFM dice que el metabolismo de la cumbre no cambia, pero que el metabolismo sostenido es una fracción mayor del mismo. El VMM es compatible con mamíferos y, cuando se utilizan tasas de cuerpo entero, aves paseriformes. El VFM está respaldado en estudios de aves paseriformes utilizando tasas metabólicas específicas de masa (o tasas metabólicas por unidad de masa). Esta última medida ha sido criticada, afirmando que las tasas metabólicas específicas de masa son inconsistentes estacionalmente.
Además de ajustarse a la temperatura, la TMB también puede ajustarse antes de los ciclos de migración anual. El Calidris canutus (ssp. Islandica) aumenta su TMB en aproximadamente un 40% antes de migrar hacia el norte. Esto se debe a la enérgica demanda de vuelos de larga distancia. Es probable que el aumento se deba principalmente al aumento de la masa en los órganos relacionados con el vuelo. El destino final de los migrantes afecta su TMB: se encontró que las reinitas de rabadilla amarilla que migran hacia el norte tienen un TMB un 31% más alto que las que migran hacia el sur. 
En los seres humanos, la TMB es directamente proporcional a la masa corporal magra de una persona. En otras palabras, cuanto más masa corporal magra tenga una persona, mayor será su TMB; pero la TMB también se ve afectada por enfermedades agudas y aumenta con afecciones como quemaduras, fracturas, infecciones, fiebres, etc.  En las mujeres que menstrúan, la TMB varía en cierta medida con las fases de su ciclo menstrual. Debido al aumento de la progesterona, la TMB aumenta al comienzo de la fase lútea y permanece en su nivel más alto hasta que finaliza esta fase. Hay diferentes hallazgos en la investigación sobre cuánto aumento suele ocurrir. Una pequeña muestra, los primeros estudios, encontraron varias figuras, como; un 6% más de metabolismo postovulatorio del sueño, un 7% a 15% más de gasto en 24 horas después de la ovulación, y un aumento y un aumento de la TMB en la fase lútea hasta en un 12%. Un estudio de la Sociedad Estadounidense de Nutrición Clínica encontró que un grupo experimental de mujeres voluntarias tuvo un aumento promedio del 11,5% en el gasto energético de 24 horas en las dos semanas posteriores a la ovulación, con un rango de 8% a 16%. Este grupo se midió mediante calorimetría simultánea directa e indirecta y tenía comidas diarias estandarizadas y un horario sedentario para evitar que el aumento fuera manipulado por cambios en la ingesta de alimentos o el nivel de actividad. Un estudio de 2011 realizado por el Instituto Mandya de Ciencias Médicas encontró que durante la fase folicular y el ciclo menstrual no hay una diferencia significativa en la TMB, sin embargo, las calorías quemadas por hora son significativamente más altas, hasta un 18%, durante la fase lútea. El aumento del estado de ansiedad (nivel de estrés) también aumentó temporalmente la TMB.

## Fisiología
El trabajo inicial de los científicos James Arthur Harris y Francis G. Benedict mostró que los valores aproximados de la TMB se pueden derivar utilizando el área de superficie corporal (calculada a partir de la altura y el peso), la edad y el sexo, junto con las medidas de oxígeno y dióxido de carbono tomadas de calorimetría. Los estudios también mostraron que al eliminar las diferencias de sexo que ocurren con la acumulación de tejido adiposo al expresar la tasa metabólica por unidad de masa corporal "libre de grasa" o magra, los valores entre sexos para el metabolismo basal son esencialmente los mismos. Los libros de texto de fisiología del ejercicio tienen tablas para mostrar la conversión de la altura y la superficie corporal en relación con el peso y los valores metabólicos basales.
El principal órgano responsable de regular el metabolismo es el hipotálamo. El hipotálamo se encuentra en el diencéfalo y forma el piso y parte de las paredes laterales del tercer ventrículo del cerebro. Las principales funciones del hipotálamo son:
1. Control e integración de actividades del sistema nervioso autónomo (SNA)
  - El SNA regula la contracción del músculo liso y del músculo cardiaco, junto con las secreciones de muchos órganos endocrinos como la glándula tiroides (asociada con muchos trastornos metabólicos).
  - A través del SNA, el hipotálamo es el principal regulador de las actividades viscerales, como la frecuencia cardíaca, el movimiento de los alimentos a través del tracto gastrointestinal y la contracción de la vejiga urinaria.

2. Producción y regulación de sentimientos de rabia y agresión
3. Regulación de la temperatura corporal
4. Regulación de la ingesta alimentaria, a través de dos centros:
  - El centro de alimentación o centro de hambre es el responsable de las sensaciones que provocan que busquemos alimento. Cuando se han recibido suficientes alimentos o sustratos y la leptina es alta, el centro de saciedad se estimula y envía impulsos que inhiben el centro de alimentación. Cuando no hay suficiente comida en el estómago y los niveles de grelina son altos, los receptores en el hipotálamo inician la sensación de hambre.
  - El centro de la sed funciona de manera similar cuando ciertas células del hipotálamo son estimuladas por la presión osmótica creciente del líquido extracelular. Si se satisface la sed, la presión osmótica disminuye.

Todas estas funciones juntas forman un mecanismo de supervivencia que hace que mantengamos los procesos corporales que mide la TMB.

### Fórmulas de estimación de la TMB
Se han publicado varias ecuaciones para predecir la cantidad de calorías requeridas por los humanos desde principios del siglo XX al XXI. En cada una de las fórmulas siguientes:
- P es la producción total de calor en reposo completo,
- m es masa (kg),
- h es la altura (cm), y
- a es la edad (años),[19]

La ecuación original de Harris-Benedict
Históricamente, la fórmula más notable fue la ecuación de Harris-Benedict, que se publicó en 1919.
- para los hombres, {\displaystyle P=\left({\frac {13.7516m}{1~{\mbox{kg}}}}+{\frac {5.0033h}{1~{\mbox{cm}}}}-{\frac {6.7550a}{1~{\mbox{year}}}}+66.4730\right){\frac {\mbox{kcal}}{\mbox{day}}}}
- para mujeres, {\displaystyle P=\left({\frac {9.5634m}{1~{\mbox{kg}}}}+{\frac {1.8496h}{1~{\mbox{cm}}}}-{\frac {4.6756a}{1~{\mbox{year}}}}+655.0955\right){\frac {\mbox{kcal}}{\mbox{day}}}}[20]

La diferencia en la TMB para hombres y mujeres se debe principalmente a las diferencias en el peso corporal. Por ejemplo, una mujer de 55 años que pesa 130 libras (59 kg) y 5 pies 6 pulgadas (168 cm) de altura tendría una TMB de 1272 kcal por día.
La ecuación revisada de Harris-Benedict
En 1984, se revisaron las ecuaciones originales de Harris-Benedict utilizando nuevos datos. En comparación con el gasto real, se encontró que las ecuaciones revisadas eran más precisas.
- para los hombres, {\displaystyle P=\left({\frac {13.397m}{1~{\mbox{kg}}}}+{\frac {4.799h}{1~{\mbox{cm}}}}-{\frac {5.677a}{1~{\mbox{year}}}}+88.362\right){\frac {\mbox{kcal}}{\mbox{day}}}}
- para mujeres, {\displaystyle P=\left({\frac {9.247m}{1~{\mbox{kg}}}}+{\frac {3.098h}{1~{\mbox{cm}}}}-{\frac {4.330a}{1~{\mbox{year}}}}+447.593\right){\frac {\mbox{kcal}}{\mbox{day}}}}

Fue la mejor ecuación de predicción hasta 1990, cuando Mifflin introdujo la ecuación:
La ecuación de Mifflin St Jeor
- {\displaystyle P=\left({\frac {10.0m}{1~{\mbox{kg}}}}+{\frac {6.25h}{1~{\mbox{cm}}}}-{\frac {5.0a}{1~{\mbox{year}}}}+s\right){\frac {\mbox{kcal}}{\mbox{day}}}},

donde s es +5 para los hombres y −161 para las mujeres.
Según esta fórmula, la mujer del ejemplo anterior tiene una TMB de 1204 kcal por día. Durante los últimos 100 años, los estilos de vida han cambiado y Frankenfield mostró que es aproximadamente un 5% más preciso.
Estas fórmulas se basan en el peso corporal, que no tiene en cuenta la diferencia en la actividad metabólica entre la masa corporal magra y la grasa corporal. Existen otras fórmulas que tienen en cuenta la masa corporal magra, dos de las cuales son la fórmula de Katch-McArdle y la fórmula de Cunningham.
La fórmula de Katch-McArdle (gasto energético diario en reposo)

La fórmula de Katch-McArdle se utiliza para predecir el gasto energético diario en reposo (RDEE). La fórmula de Cunningham se cita comúnmente para predecir RMR en lugar de la TMB; sin embargo, las fórmulas proporcionadas por Katch-McArdle y Cunningham son las mismas.
- {\displaystyle P=370+\left(21.6\cdot \ell \right)}

donde ℓ es la masa corporal magra (LBM en kg)
- {\displaystyle \ell =m\left(1-{\frac {f}{100}}\right)}

donde f es el porcentaje de grasa corporal. De acuerdo con esta fórmula, si la mujer en el ejemplo tiene un porcentaje de grasa corporal del 30%, su Gasto Energético Diario en Descanso (los autores usan el término de metabolismo basal y en reposo indistintamente) sería 1262 kcal por día.

### Causas de diferencias individuales en la TMB
La tasa metabólica básica varía entre individuos. Un estudio de 150 adultos representativos de la población de Escocia informaron tasas metabólicas basales desde tan solo 1027 kcal por día (4301 kJ/día) hasta 2499 kcal/día (10455 kJ/día); con una TMB media de 1500 kcal/día (6279 kJ/día). Estadísticamente, los investigadores calcularon que el 62,3% de esta variación se explica por diferencias en la masa libre de grasa. Otros factores que explican la variación incluyen la masa grasa (6,7%), la edad (1,7%) y el error experimental, incluida la diferencia intraindividual (2%). El resto de la variación (26,7%) fue inexplicable. Esta diferencia restante no se explica por el sexo ni por el tamaño de tejido diferente de órganos altamente energéticos como el cerebro.
Se han observado diferencias en la TMB al comparar sujetos con la misma masa corporal magra. En un estudio, al comparar individuos con la misma masa corporal magra, el 5% superior de la TMB es de 1,28 a 1,32 veces el 5% más bajo de la TMB. Además, este estudio informa un caso en el que dos individuos con la misma masa corporal magra de 43 kg tenían una TMB de 1075 kcal/día (4,5 MJ/día) y 1790 kcal/día (7.5 MJ/día). Esta diferencia de 715 kcal/día (67%) equivale a que uno de los individuos complete un 10 kilómetro correr todos los días. Sin embargo, este estudio no tuvo en cuenta el sexo, la altura, el estado de ayuno o el porcentaje de grasa corporal de los sujetos.

## Bioquímica
| Desglose del gasto energético | Desglose del gasto energético |
| ----------------------------- | ----------------------------- |
| Hígado                        | 27%                           |
| Cerebro                       | 19%                           |
| Músculo esquelético           | 18%                           |
| Riñones                       | 10%                           |
| Corazón                       | 7%                            |
| Otros órganos                 | 19%                           |

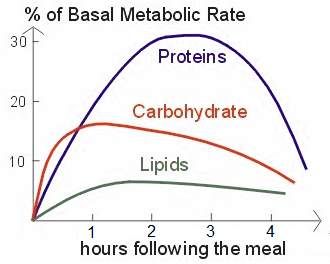
Los aumentos de termogénesis posprandial en la tasa metabólica basal ocurren en diferentes grados dependiendo de la composición de los alimentos consumidos.

Aproximadamente el 70% del gasto energético total de un ser humano se debe a los procesos vitales basales que tienen lugar en los órganos del cuerpo (ver tabla). Aproximadamente el 20% del gasto energético proviene de la actividad física y otro 10% de la termogénesis o digestión de los alimentos (termogénesis posprandial). Todos estos procesos requieren una ingesta de oxígeno junto con coenzimas para proporcionar energía para la supervivencia (generalmente de macronutrientes como carbohidratos, grasas y proteínas) y expulsar dióxido de carbono, debido al procesamiento por el ciclo de Krebs.
Para la TMB, la mayor parte de la energía se consume para mantener los niveles de líquidos en los tejidos a través de la osmorregulación, y solo una décima parte se consume para el trabajo mecánico, como la digestión, los latidos del corazón y la respiración.
Lo que permite que el ciclo de Krebs realice cambios metabólicos en grasas, carbohidratos y proteínas es la energía, que se puede definir como la capacidad para realizar un trabajo. La descomposición de moléculas grandes en moléculas más pequeñas, asociada con la liberación de energía, es catabolismo. El proceso de acumulación se denomina anabolismo. La descomposición de proteínas en aminoácidos es un ejemplo de catabolismo, mientras que la formación de proteínas a partir de aminoácidos es un proceso anabólico.
Las reacciones exergónicas son reacciones de liberación de energía y generalmente catabólicas. Las reacciones endergónicas requieren energía e incluyen reacciones anabólicas y la contracción del músculo. El metabolismo es el total de todas las reacciones catabólicas, exergónicas, anabólicas y endergónicas.
El trifosfato de adenosina (ATP) es la molécula intermedia que impulsa la transferencia exergónica de energía para cambiar a reacciones anabólicas endergónicas utilizadas en la contracción muscular. Esto es lo que hace que los músculos funcionen, lo que puede requerir una ruptura, y también se construye en el período de descanso, que ocurre durante la fase de fortalecimiento asociada con la contracción muscular. El ATP está compuesto de adenina, una base que contiene nitrógeno, ribosa, un azúcar de cinco carbonos (llamado colectivamente adenosina) y tres grupos fosfato. El ATP es una molécula de alta energía porque almacena grandes cantidades de energía en los enlaces químicos de los dos grupos fosfato terminales. La ruptura de estos enlaces químicos en el ciclo de Krebs proporciona la energía necesaria para la contracción muscular.

### Glucosa
Debido a que la proporción de átomos de hidrógeno a oxígeno en todos los carbohidratos es siempre la misma que en el agua, es decir, 2 a 1, todo el oxígeno consumido por las células se usa para oxidar el carbono en la molécula de carbohidrato para formar dióxido de carbono. En consecuencia, durante la oxidación completa de una molécula de glucosa, se producen seis moléculas de dióxido de carbono y seis moléculas de agua y se consumen seis moléculas de oxígeno.
La ecuación general de esta reacción es:
{\displaystyle {\ce {C6H12O6 + 6 O2 -> 6 CO2 + 6 H2O}}}
(30-32 moléculas de ATP producidas según el tipo de lanzadera mitocondrial, 5-5,33 moléculas de ATP por molécula de oxígeno)
Debido a que el intercambio de gases en esta reacción es igual, el cociente respiratorio (R.Q.) para los carbohidratos es la unidad o 1,0:
{\displaystyle R.Q.={\frac {6\ CO_{2}}{6\ O_{2}}}=1,0}

### Grasas
La composición química de las grasas difiere de la de los carbohidratos en que las grasas contienen considerablemente menos átomos de oxígeno en proporción a los átomos de carbono e hidrógeno. Cuando se enumeran en las tablas de información nutricional, las grasas generalmente se dividen en seis categorías: grasas totales, ácidos grasos saturados, ácidos grasos poliinsaturados, ácidos grasos monoinsaturados, colesterol dietético y ácidos grasos trans. Desde una perspectiva metabólica basal o metabólica en reposo, se necesita más energía para quemar un ácido graso saturado que un ácido graso insaturado. La molécula de ácido graso se descompone y clasifica en función del número de átomos de carbono en su estructura molecular. La ecuación química para el metabolismo de los doce a dieciséis átomos de carbono en una molécula de ácido graso saturado muestra la diferencia entre el metabolismo de los carbohidratos y los ácidos grasos. El ácido palmítico es un ejemplo comúnmente estudiado de la molécula de ácido graso saturado.
La ecuación general para la utilización del sustrato de ácido palmítico es:
{\displaystyle {\ce {C16H32O2 + 23 O2 -> 16 CO2 + 16 H2O}}}
(106 moléculas de ATP producidas, 4,61 moléculas de ATP por molécula de oxígeno)
Por lo tanto, el R.Q. para el ácido palmítico es 0,696:
{\displaystyle R.Q.={\frac {16\ CO_{2}}{23\ O_{2}}}=0,696}

### Proteínas
Las proteínas están compuestas de carbono, hidrógeno, oxígeno y nitrógeno dispuestos de diversas formas para formar una gran combinación de aminoácidos. A diferencia de la grasa, el cuerpo no tiene depósitos de proteínas. Todo está contenido en el cuerpo como partes importantes de los tejidos, hormonas sanguíneas y enzimas. Los componentes estructurales del cuerpo que contienen estos aminoácidos están continuamente sometidos a un proceso de descomposición y reemplazo. El cociente respiratorio para el metabolismo de las proteínas se puede demostrar mediante la ecuación química para la oxidación de la albúmina:
{\displaystyle {\ce {C72H112N18O22S + 77 O2 -> 63 CO2 + 38 H2O + SO3 + 9 CO(NH2)2}}}
El R.Q. para la albúmina es 
{\displaystyle R.Q.={\frac {63\ CO_{2}}{77\ O_{2}}}=0,818}
La razón por la que esto es importante en el proceso de comprensión del metabolismo de las proteínas es que el cuerpo puede mezclar los tres macronutrientes y, basándose en la densidad mitocondrial, se puede establecer una proporción preferida que determina cuánto combustible se utiliza en qué paquetes para el trabajo realizado por los músculos . Se ha estimado que el catabolismo de proteínas (descomposición) proporciona entre el 10% y el 15% del requerimiento total de energía durante una sesión de entrenamiento aeróbico de dos horas. Este proceso podría degradar severamente las estructuras proteicas necesarias para mantener la supervivencia, como las propiedades contráctiles de las proteínas en el corazón, las mitocondrias celulares, el almacenamiento de mioglobina y las enzimas metabólicas dentro de los músculos.
El sistema oxidativo (aeróbico) es la principal fuente de ATP suministrado al cuerpo en reposo y durante actividades de baja intensidad y utiliza principalmente carbohidratos y grasas como sustratos. La proteína normalmente no se metaboliza de manera significativa, excepto durante la inanición a largo plazo y los períodos prolongados de ejercicio (más de 90 minutos). En reposo, aproximadamente el 70% del ATP producido se deriva de las grasas y el 30% de los carbohidratos. Después del inicio de la actividad, a medida que aumenta la intensidad del ejercicio, hay un cambio en la preferencia de sustrato de grasas a carbohidratos. Durante el ejercicio aeróbico de alta intensidad, casi el 100% de la energía se deriva de los carbohidratos, si se dispone de un suministro adecuado.

### Ejercicio aeróbico frente a anaeróbico
Existen estudios que indican que el nivel de aptitud aeróbica de un individuo no tiene ninguna correlación con el nivel de metabolismo en reposo. Ambos estudios encuentran que los niveles de aptitud aeróbica no mejoran el poder predictivo de la masa libre de grasa para la tasa metabólica en reposo.
Sin embargo, una investigación del Journal of Applied Physiology, publicada en 2012, comparó el entrenamiento de resistencia y el entrenamiento aeróbico sobre la masa corporal y la masa grasa en adultos con sobrepeso (STRRIDE AT/RT). Cuando considera los compromisos de tiempo contra los beneficios para la salud, el entrenamiento aeróbico es el modo óptimo de ejercicio para reducir la masa grasa y la masa corporal como consideración principal, el entrenamiento de resistencia es bueno como un factor secundario cuando el envejecimiento y la masa magra son una preocupación. El entrenamiento de resistencia causa lesiones a un ritmo mucho mayor que el entrenamiento aeróbico.  En comparación con el entrenamiento de resistencia, se encontró que el entrenamiento aeróbico resultó en una reducción significativamente más pronunciada del peso corporal al mejorar el sistema cardiovascular, que es el factor principal en la utilización metabólica de los sustratos grasos. El entrenamiento de resistencia, si hay tiempo disponible, también es útil en el metabolismo posterior al ejercicio, pero es un factor complementario porque el cuerpo necesita recuperarse lo suficiente entre los episodios de entrenamiento de resistencia, mientras que con el entrenamiento aeróbico, el cuerpo puede aceptar esto todos los días. RMR y BMR son medidas del consumo diario de calorías.  La mayoría de los estudios que se publican sobre este tema analizan el ejercicio aeróbico debido a su eficacia para la salud y el control del peso.
El ejercicio anaeróbico, como el levantamiento de pesas, genera masa muscular adicional. El músculo contribuye a la masa libre de grasa de un individuo y, por lo tanto, los resultados efectivos del ejercicio anaeróbico aumentarán la TMB. Sin embargo, el efecto real sobre la TMB es controvertido y difícil de enumerar. Varios estudios sugieren que la tasa metabólica en reposo del músculo entrenado es de alrededor de 55 kJ por kilogramo, por día. Incluso un aumento sustancial en la masa muscular, digamos 5 kg, tendría solo un impacto menor en la TMB.

## Longevidad
En 1926, Raymond Pearl propuso que la longevidad varía inversamente con la tasa metabólica basal (la "hipótesis de la tasa de vida"). El apoyo para esta hipótesis proviene del hecho de que los mamíferos con un tamaño corporal más grande tienen una esperanza de vida máxima más larga (los animales grandes tienen tasas metabólicas totales más altas, pero la tasa metabólica a nivel celular es mucho menor y la frecuencia respiratoria y los latidos del corazón son más lentos en animales más grandes) y el hecho de que la longevidad de las moscas de la fruta varía inversamente con la temperatura ambiente. Además, la vida útil de las moscas domésticas puede prolongarse evitando la actividad física. Esta teoría ha sido reforzada por varios estudios nuevos que relacionan una tasa metabólica basal más baja con una mayor esperanza de vida en todo el reino animal, incluidos los humanos. La restricción de calorías y la reducción de los niveles de hormona tiroidea, que disminuyen la tasa metabólica, se han asociado con una mayor longevidad en los animales.
Sin embargo, la relación entre el gasto energético diario total y la tasa metabólica en reposo puede variar entre 1,6 y 8,0 entre las especies de mamíferos. Los animales también varían en el grado de acoplamiento entre la fosforilación oxidativa y la producción de ATP, la cantidad de grasa saturada en las membranas mitocondriales, la cantidad de reparación del ADN y muchos otros factores que afectan la vida útil máxima.

### Longevidad del organismo y tasa metabólica basal
En la escala alométrica, la duración máxima de vida potencial (MPLS) está directamente relacionada con la tasa metabólica (MR), donde MR es la tasa de recarga de una biomasa formada por enlaces covalentes. Esa biomasa (W) está sujeta a un deterioro con el tiempo debido a la presión entrópica termodinámica. El metabolismo se entiende esencialmente como acoplamiento redox y no tiene nada que ver con la termogénesis. La eficiencia metabólica (ME) se expresa entonces como la eficiencia de este acoplamiento, una relación de amperios capturada y utilizada por biomasa, a los amperios disponibles para tal fin. La MR se mide en vatios, W se mide en gramos. Estos factores se combinan en una ley de potencia, una elaboración de la ley de Kleiber que relaciona MR con W y MPLS, que aparece como:
{\displaystyle MR={\frac {W^{4ME-1}}{4ME}}}
Cuando ME es 100%, MR = W3/4; esto se conoce popularmente como escala de un cuarto de potencia, una versión de escala alométrica que se basa en estimaciones poco realistas de la eficiencia biológica.
La ecuación revela que a medida que ME cae por debajo del 20%, para W <un gramo, MR/MPLS aumenta de manera tan dramática que dota a W de inmortalidad virtual en un 16%. Para empezar, cuanto menor es W, más dramático es el aumento de la RM a medida que disminuye la EM. Todas las células de un organismo encajan en este rango, es decir, menos de un gramo, por lo que esta MR se denominará BMR.
Pero la ecuación revela que a medida que la ME aumenta más del 25%, la TMB se acerca a cero. La ecuación también muestra que para todo W> un gramo, donde W es la organización de todas las TMB de la estructura del organismo, pero también incluye la actividad de la estructura, a medida que ME aumenta más del 25%, MR/MPLS aumenta en lugar de disminuir., como ocurre con BMR. Un MR compuesto por una organización de BMR se denominará FMR. A medida que la EM disminuye por debajo del 25%, la RMF disminuye en lugar de aumentar, como lo hace con la RMB.
El antagonismo entre FMR y BMR es lo que marca el proceso de envejecimiento de la biomasa W en términos energéticos. La EM del organismo es la misma que la de las células, por lo que el éxito de la capacidad del organismo para encontrar alimento (y reducir su EM) es clave para mantener la TMB de las células impulsada, de lo contrario, por la inanición, a acercarse cero; mientras que al mismo tiempo un ME más bajo disminuye la FMR/MPLS del organismo.

## Consideraciones médicas
El metabolismo de una persona varía con su condición física y actividad. El entrenamiento con pesas puede tener un impacto más prolongado en el metabolismo que el entrenamiento aeróbico, pero no existen fórmulas matemáticas conocidas que puedan predecir exactamente la longitud y la duración de un metabolismo elevado a partir de cambios tróficos con el entrenamiento neuromuscular anabólico.
Una disminución en la ingesta de alimentos generalmente reducirá la tasa metabólica a medida que el cuerpo intenta conservar energía. El investigador Gary Foster estima que una dieta muy baja en calorías de menos de 800 calorías al día reduciría la tasa metabólica en más del 10 por ciento. 
La tasa metabólica puede verse afectada por algunos medicamentos, como los agentes antitiroideos, los medicamentos utilizados para tratar el hipertiroidismo, como el propiltiouracilo y el metimazol, reducen la tasa metabólica a la normalidad y restablecen el eutiroidismo. Algunas investigaciones se han centrado en el desarrollo de fármacos contra la obesidad para aumentar la tasa metabólica, como los fármacos para estimular la termogénesis en el músculo esquelético.
La tasa metabólica puede elevarse en caso de estrés, enfermedad y diabetes. La menopausia también puede afectar el metabolismo.

## Implicaciones cardiovasculares
La frecuencia cardíaca está determinada por el bulbo raquídeo y parte de la protuberancia, dos órganos ubicados por debajo del hipotálamo en el tallo cerebral. La frecuencia cardíaca es importante para la tasa metabólica basal y la tasa metabólica en reposo porque impulsa el suministro de sangre y estimula el ciclo de Krebs. Durante el ejercicio que alcanza el umbral anaeróbico, es posible administrar los sustratos que se desean para una utilización óptima de la energía. El umbral anaeróbico se define como el nivel de utilización de energía del esfuerzo de la frecuencia cardíaca que se produce sin oxígeno durante una prueba estandarizada con un protocolo específico para la precisión de la medición, como el protocolo Bruce Treadmill (equivalente metabólico de la tarea). Con cuatro a seis semanas de entrenamiento específico, los sistemas corporales pueden adaptarse a una mayor perfusión de densidad mitocondrial para una mayor disponibilidad de oxígeno para el ciclo de Krebs, ciclo tricarboxílico o ciclo glucolítico. Esto, a su vez, conduce a una frecuencia cardíaca en reposo más baja, una presión arterial más baja y un aumento de la tasa metabólica basal o en reposo.
Al medir la frecuencia cardíaca, podemos derivar estimaciones de qué nivel de utilización de sustrato está causando realmente el metabolismo bioquímico en nuestros cuerpos en reposo o en actividad. Esto a su vez puede ayudar a una persona a mantener un nivel apropiado de consumo y utilización mediante el estudio de una representación gráfica del umbral anaeróbico. Esto se puede confirmar mediante análisis de sangre y análisis de gases utilizando calorimetría directa o indirecta para mostrar el efecto de la utilización del sustrato. Las medidas de la tasa metabólica basal y la tasa metabólica en reposo se están convirtiendo en herramientas esenciales para mantener un peso corporal saludable.

## Otras lecturas
- Tsai, AG; Wadden, TA (2005). «Systematic review: An evaluation of major commercial weight loss programs in the United States». Annals of Internal Medicine 142 (1): 56-66. PMID 15630109. doi:10.7326/0003-4819-142-1-200501040-00012.
- Gustafson, D.; Rothenberg, E; Blennow, K; Steen, B; Skoog, I (2003). «An 18-Year Follow-up of Overweight and Risk of Alzheimer Disease». Archives of Internal Medicine 163 (13): 1524-8. PMID 12860573. doi:10.1001/archinte.163.13.1524.
- «Clinical guidelines on the identification, evaluation, and treatment of overweight and obesity in adults: Executive summary. Expert Panel on the Identification, Evaluation, and Treatment of Overweight in Adults». The American Journal of Clinical Nutrition 68 (4): 899-917. 1998. PMID 9771869. doi:10.1093/ajcn/68.4.899.
- Segal, Arthur C. (1987). «Linear Diet Model». College Mathematics Journal 18 (1): 44-5. doi:10.2307/2686315.
- Pike, Ruth L; Brown, Myrtle Laurestine (1975). Nutrition: An Integrated Approach (2nd edición). New York: Wiley. OCLC 474842663.
- Sahlin, K.; Tonkonogi, M.; Soderlund, K. (1998). «Energy supply and muscle fatigue in humans». Acta Physiologica Scandinavica 162 (3): 261-6. PMID 9578371. doi:10.1046/j.1365-201X.1998.0298f.x.
- Saltin, Bengt; Gollnick, Philip D. (1983). «Skeletal muscle adaptability: Significance for metabolism and performance».  En Peachey, Lee D; Adrian, Richard H; Geiger, eds. Handbook of Physiology. Baltimore: Williams & Wilkins. pp. 540-55. OCLC 314567389. Republished as: Saltin, Bengt; Gollnick, Philip D. (2011). «Skeletal Muscle Adaptability: Significance for Metabolism and Performance». Comprehensive Physiology. ISBN 978-0-470-65071-4. doi:10.1002/cphy.cp100119.
- Thorstensson (1976). «Muscle strength, fibre types and enzyme activities in man». Acta Physiologica Scandinavica. Supplementum 443: 1-45. PMID 189574.
- Thorstensson, Alf; Sjödin, Bertil; Tesch, Per; Karlsson, Jan (1977). «Actomyosin ATPase, Myokinase, CPK and LDH in Human Fast and Slow Twitch Muscle Fibres». Acta Physiologica Scandinavica 99 (2): 225-9. PMID 190869. doi:10.1111/j.1748-1716.1977.tb10373.x.
- Vanhelder, W. P.; Radomski, M. W.; Goode, R. C.; Casey, K. (1985). «Hormonal and metabolic response to three types of exercise of equal duration and external work output». European Journal of Applied Physiology and Occupational Physiology 54 (4): 337-42. PMID 3905393. doi:10.1007/BF02337175.
- Wells, JG; Balke, B; Van Fossan, DD (1957). «Lactic acid accumulation during work; a suggested standardization of work classification». Journal of Applied Physiology 10 (1): 51-5. PMID 13405829. doi:10.1152/jappl.1957.10.1.51.
- McArdle, William D; Katch, Frank I; Katch, Victor L (1986). Exercise Physiology: Energy, Nutrition, and Human Performance. Philadelphia: Lea & Febiger. OCLC 646595478.
- Harris, JA; Benedict, FG (1918). «A Biometric Study of Human Basal Metabolism». Proceedings of the National Academy of Sciences of the United States of America 4 (12): 370-3. Bibcode:1918PNAS....4..370H. PMC 1091498. PMID 16576330. doi:10.1073/pnas.4.12.370.